# Georges Blind
Georges Charles Louis Blind, més conegut com a Georges Blind, (Belfort, 17 de novembre de 1904 - camp de concentració de Blechhammer, desembre de 1944) va ser un bomber i partisà francès, membre de la Resistència francesa durant la Segona Guerra Mundial. L'any 1984 es va publicar la fotografia de l'«afusellat somrient» amb finalitats identificatives. La ubicació de la fotografia es troba a la quarta rasa de la Ciutadella de Belfort (47°38′03,36″N, 6°51′55,37″E) i, un veí de Belfort, el va identificar com el seu pare, Georges Blind.

## Biografia

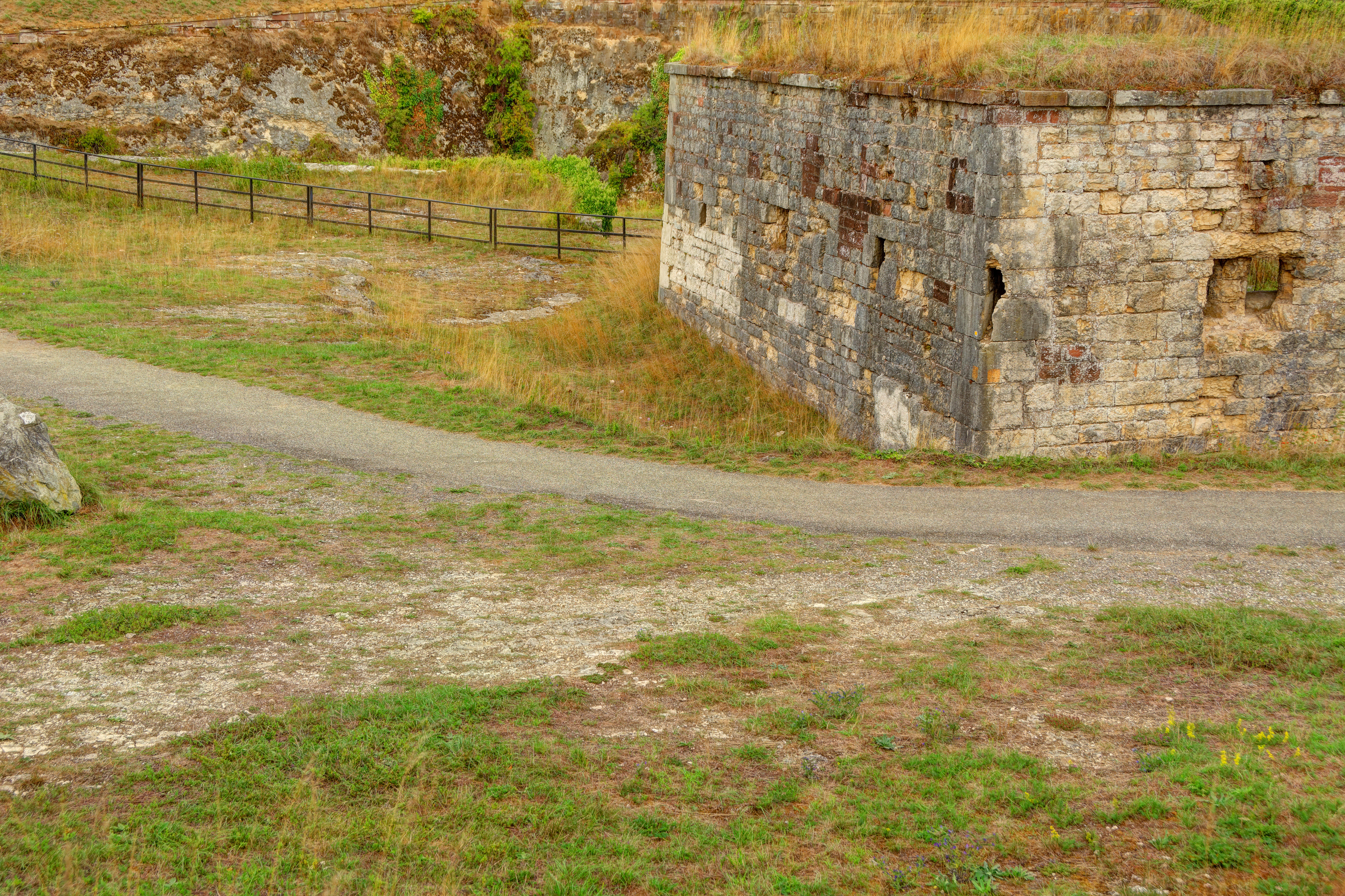
Lloc de la foto de l'«afusellat somrient», a Belfort.

Blind va treballar a la Societat Alsaciana de Construccions Mecàniques com a ferrer i es va incorporar al cos de bombers el 1929. Va ser nomenat 1r de classe el 6 de març de 1932 i va esdevenir caporal el 1938.
L'any 1941 es va convertir en membre de la Resistència francesa, concretament en el «Grup Ferrand». Posseïdor d'un abonament permanent i d'un abonament nocturn (Nachtausweis), va operar de nit amb l'ambulància dels bombers entre el territori de Belfort i Alsàcia transportant líders de la resistència antifeixista, gent en crida i cerca, armes, informació de la intel·ligència i diaris clandestins. El 14 d'octubre de 1944 va ser detingut per la Feldgendarmerie al seu domicili de la rue de la Marseillaise, del seu poble natal.
Entre el 15 d'octubre i el 23 d'octubre de 1944 va patir una simulació d'afusellament davant de la Ciutadella de Belfort. Una foto va immortalitzar l'acte com a l'«afusellat somrient». Aquest simulacre pretenia fer-lo parlar perquè denunciés els seus companys.
El 24 d'octubre va ser traslladat amb altres presoners de Belfort cap a un campament de Schirmeck, a Alsàcia, i dos dies després desplaçat al camp de concentració de Dachau, on hi va arribar el 29 d'octubre. El 24 de novembre de 1944, 1.014 deportats del camp de concentració de Dachau van ser seleccionats per al camp de concentració d'Auschwitz, del qual 863 eren francesos, entre ells Georges Blind, i van acabar arribant-hi dos dies després.
La nit del 28 de novembre de 1944, un grup de 80 presos, entre els quals molts combatents de la Resistència del comboi anomenat «dels Vosges», van arribar amb camions des del campament de Gleiwitz I fins al camp de concentració de Blechhammer, el segon major subcamp d'Auschwitz, destinat principalment a treballs forçosos per a jueus. Després d'un examen mèdic realitzat pel metge de les SS del camp, deu presoners considerats contagiosos van ser enviats a la infermeria del camp i no es tornaren a veure mai més, un dels quals Georges Blind.
A títol pòstum, va rebre la Creu de Guerra 1939-1945, la medalla de la Resistència i la medalla de plata amb roseta de bomber.
Un soldat alemany va col·locar la pel·lícula que contenia la simulació de l'execució en una botiga de Belfort, mentre que el fotògraf Aloyse Ball en va fer una impressió addicional. El maig de 1945 es va publicar la foto a La Jeune Alsace i el 3 de juliol de 1945 va ser portada de Le Figaro. També es va publicar en forma de postal.